# André Dufraisse
André Dufraisse   (Rasès, 30 de juny de 1926 - Llemotges, 21 de febrer de 2021) fou un ciclista francès que fou professional entre 1950 i 1964. Especialista en proves de ciclocrós, aconseguí fins a cinc campionats del món de manera consecutiva entre 1954 i 1958 i 7 campionats nacionals, entre moltes altres victòries. El 1956 va guanyar 19 de les 20 curses en què va prendre part.

## Palmarès
- 1954
  -  Campió del món de ciclocròs
- 1955
  -  Campió del món de ciclocròs
  -  Campió de França de ciclocròs
- 1956
  -  Campió del món de ciclocròs
  -  Campió de França de ciclocròs
- 1957
  -  Campió del món de ciclocròs
- 1958
  -  Campió del món de ciclocròs
  -  Campió de França de ciclocròs
- 1959
  -  Campió de França de ciclocròs
- 1961
  -  Campió de França de ciclocròs
- 1962
  -  Campió de França de ciclocròs
- 1963
  -  Campió de França de ciclocròs